# Setaria
Setaria  è un genere di piante erbacee della famiglia delle Poacee (o Gramineae, nom. cons.).

## Tassonomia
Il genere comprende le seguenti specie:
- Setaria adhaerens (Forssk.) Chiov.
- Setaria albovillosa (S.T.Blake) R.D.Webster
- Setaria alonsoi Pensiero & A.M.Anton
- Setaria ankarensis (A.Camus) ined.
- Setaria apiculata (Scribn. & Merr.) K.Schum.
- Setaria appendiculata (Hack.) Stapf
- Setaria arizonica Rominger
- Setaria atrata Hack.
- Setaria australiensis (Scribn. & Merr.) Vickery
- Setaria austrocaledonica (Balansa) A.Camus
- Setaria aversa (Vickery) R.D.Webster
- Setaria barbata (Lam.) Kunth
- Setaria barbinodis R.A.W.Herrm.
- Setaria basiclada (Hughes) R.D.Webster
- Setaria bathiei A.Camus
- Setaria bosseri A.Camus
- Setaria brigalow R.D.Webster
- Setaria brownii Desv.
- Setaria carinata S.Nozawa & Pensiero
- Setaria cernua Kunth
- Setaria chapmanii (Vasey) Pilg.
- Setaria chondrachne (Steud.) Honda
- Setaria clementii (Domin) R.D.Webster
- Setaria clivalis (Ridl.) Veldkamp
- Setaria constricta (Domin) R.D.Webster
- Setaria cordobensis R.A.W.Herrm.
- Setaria corrugata (Elliott) Schult.
- Setaria criniformis (S.T.Blake) R.D.Webster
- Setaria desertorum (A.Rich.) Morrone
- Setaria dielsii R.A.W.Herrm.
- Setaria distans (Trin.) Veldkamp
- Setaria distantiflora (A.Rich.) Pilg.
- Setaria elegantula (Mez) Morat
- Setaria faberi R.A.W.Herrm.
- Setaria fiebrigii R.A.W.Herrm.
- Setaria finita Launert
- Setaria flavida (Retz.) Veldkamp
- Setaria forbesiana (Nees ex Steud.) Hook.f.
- Setaria gausa (S.T.Blake) R.D.Webster
- Setaria geminata (Forssk.) Veldkamp
- Setaria globoidea (Domin) R.D.Webster
- Setaria globulifera (Steud.) Griseb.
- Setaria gracillima Hook.f.
- Setaria grandis Stapf
- Setaria grandispiculata (B.K.Simon) R.D.Webster
- Setaria grisebachii E.Fourn.
- Setaria guizhouensis S.L.Chen & G.Y.Sheng
- Setaria hassleri Hack.
- Setaria homonyma (Steud.) Chiov.
- Setaria humbertiana A.Camus
- Setaria hunzikeri Anton
- Setaria incrassata (Hochst.) Hack.
- Setaria intermedia Roem. & Schult.
- Setaria italica (L.) P.Beauv.
- Setaria jaffrei Morat
- Setaria johnsonii (B.K.Simon) ined.
- Setaria jubiflora (Trin.) R.D.Webster
- Setaria kagerensis Mez
- Setaria lachnea (Nees) Kunth
- Setaria latifolia (Scribn.) R.A.W.Herrm.
- Setaria leonis (E.Ekman) León
- Setaria leucopila (Scribn. & Merr.) K.Schum.
- Setaria liebmannii E.Fourn.
- Setaria limensis Tovar
- Setaria lindenbergiana (Nees) Stapf
- Setaria longipila E.Fourn.
- Setaria longiseta P.Beauv.
- Setaria macrosperma (Scribn. & Merr.) K.Schum.
- Setaria macrostachya Kunth
- Setaria madecassa A.Camus
- Setaria magna Griseb.
- Setaria megaphylla (Steud.) T.Durand & Schinz
- Setaria mendocina Phil.
- Setaria mildbraedii Mez ex C.E.Hubb.
- Setaria montana Reeder
- Setaria nicorae Pensiero
- Setaria nigrirostris (Nees) T.Durand & Schinz
- Setaria oblongata (Griseb.) Parodi
- Setaria obscura de Wit
- Setaria obtusifolia (Delile) Morrone
- Setaria oplismenoides R.A.W.Herrm.
- Setaria orthosticha K.Schum. ex R.A.W.Herrm.
- Setaria palmeri Henrard
- Setaria palmifolia (J.Koenig) Stapf
- Setaria pampeana Parodi ex Nicora
- Setaria paraguayensis Pensiero
- Setaria parodii Nicora
- Setaria parviflora (Poir.) Kerguélen
- Setaria paspalidioides Vickery
- Setaria paucifolia (Morong) Lindm.
- Setaria perrieri A.Camus
- Setaria petiolata Stapf & C.E.Hubb.
- Setaria pflanzii Pensiero
- Setaria plicata (Lam.) T.Cooke
- Setaria poiretiana (Schult.) Kunth
- Setaria pradana (León ex C.L.Hitchc.) León
- Setaria pseudaristata (Peter) Pilg.
- Setaria pumila (Poir.) Roem. & Schult.
- Setaria punctata (Burm.f.) Veldkamp
- Setaria queenslandica Domin
- Setaria rara (R.Br.) R.D.Webster
- Setaria reflexa (R.D.Webster) R.D.Webster
- Setaria restioidea (Franch.) Stapf
- Setaria retiglumis (Domin) R.D.Webster
- Setaria reverchonii (Vasey) Pilg.
- Setaria rigida Stapf
- Setaria roemeri Jansen
- Setaria rosengurttii Nicora
- Setaria sagittifolia (A.Rich.) Walp.
- Setaria scabrifolia (Nees) Kunth
- Setaria scandens Schrad.
- Setaria scheelei (Steud.) Hitchc.
- Setaria scottii (Hack.) A.Camus
- Setaria setosa (Sw.) P.Beauv.
- Setaria spartella (S.T.Blake) R.D.Webster
- Setaria sphacelata (Schumach.) Stapf & C.E.Hubb. ex Moss
- Setaria stolonifera Boldrini
- Setaria submacrostachya Luces
- Setaria sulcata Raddi
- Setaria surgens Stapf
- Setaria tabulata (Hack.) R.D.Webster
- Setaria taolanensis A.Camus
- Setaria tenacissima Schrad.
- Setaria tenax (Rich.) Desv.
- Setaria texana Emery
- Setaria uda (S.T.Blake) R.D.Webster
- Setaria utowanaea (Scribn.) Pilg.
- Setaria vaginata Spreng.
- Setaria variifolia (Swallen) Davidse
- Setaria vatkeana K.Schum.
- Setaria verticillata (L.) P.Beauv.
- Setaria villosissima (Scribn. & Merr.) K.Schum.
- Setaria viridis (L.) P.Beauv.
- Setaria vulpiseta (Lam.) Roem. & Schult.
- Setaria welwitschii Rendle
- Setaria yunnanensis Keng f. & K.D.Yu